# Matteo Anzolin
Matteo Anzolin (Portogruaro, Italia, 11 de noviembre de 2000) es un futbolista italiano que juega como defensa en la Wolfsberger AC de la Bundesliga austríaca.

## Trayectoria
En 2015 se incorporó al L.R. Vicenza Virtus procedente del Pordenone Calcio. Su primera convocatoria en la Serie B llegó el 3 de marzo de 2017 para un partido contra el Cesena F. C. fijado para el día siguiente sin embargo no logró tener minutos. En el verano de ese año, se trasladó a la Juventus de Turín en calidad de cedido por dos años, con opción de compra. En 2019, la Juventus decidió ejercer la opción de préstamo y lo compró directamente.
En julio de 2020 sufrió una lesión del ligamento cruzado anterior. Debutó como profesional con la Juventus de Turín "B" el 7 de abril de 2021, en un empate 1-1 en la Serie C contra el U. S. Pistoiese 1921.

## Selección nacional
Representó a Italia en las categorías sub-16, sub-17, sub-18 y sub-19.

## Vida personal
El 30 de diciembre de 2021, dio positivo en COVID-19 en medio de la pandemia en Italia; aunque se recuperó por completo el 10 de enero de 2022.

## Estadísticas

### Clubes
Actualizado al último partido disputado el 7 de abril de 2023.
| Club                           | Div.          | Temporada     | Liga  | Liga  | Copas nacionales | Copas nacionales | Copas internacionales | Copas internacionales | Total | Total |
| Club                           | Div.          | Temporada     | Part. | Goles | Part.            | Goles            | Part.                 | Goles                 | Part. | Goles |
| ------------------------------ | ------------- | ------------- | ----- | ----- | ---------------- | ---------------- | --------------------- | --------------------- | ----- | ----- |
| Juventus de Turín "B" · Italia | 3.ª           | 2020-21       | 7     | 0     | 0                | 0                | —                     | —                     | 7     | 0     |
| Juventus de Turín "B" · Italia | 3.ª           | 2021-22       | 33    | 0     | 0                | 0                | —                     | —                     | 33    | 0     |
| Juventus de Turín "B" · Italia | Total club    | Total club    | 40    | 0     | 0                | 0                | 0                     | 0                     | 40    | 0     |
| Wolfsberger AC · Austria       | 1.ª           | 2022-23       | 19    | 0     | 3                | 0                | 1                     | 0                     | 23    | 0     |
| Wolfsberger AC · Austria       | Total club    | Total club    | 19    | 0     | 3                | 0                | 1                     | 0                     | 23    | 0     |
| Total carrera                  | Total carrera | Total carrera | 59    | 0     | 3                | 0                | 1                     | 0                     | 63    | 0     |